# Anat Nir
Anat Nir (em hebraico:  ענת ניר; Ganei Yehuda, 3 de novembro de 1979), é uma empresária e ativista dos direitos LGBT israelense.

## Biografia

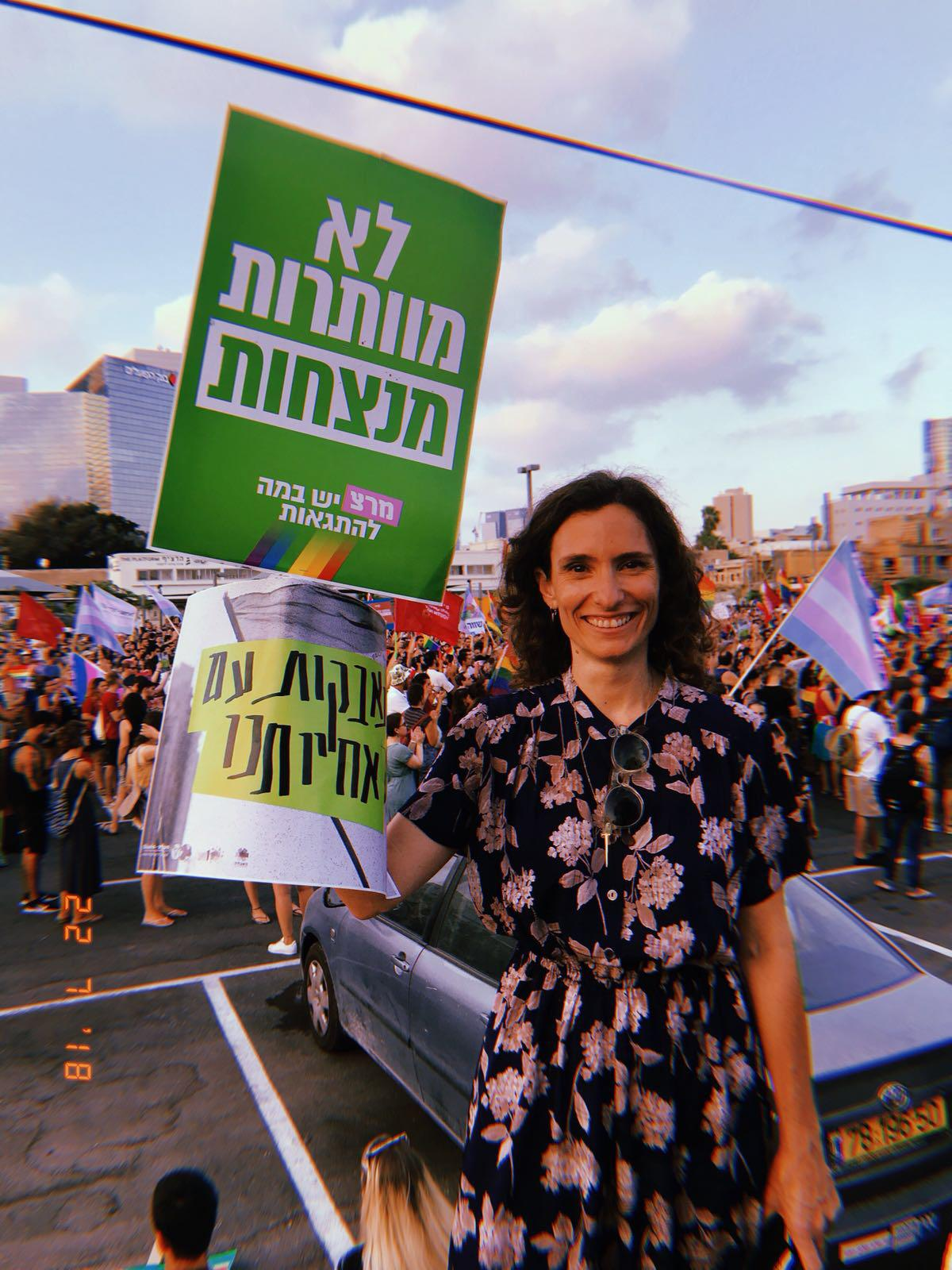
Na greve da comunidade LGBT israelense, em 2018.

Anat Nir nasceu em Ganei Yehuda, moshav de Ono Valley, adjacente às cidades de Yehud e Qiryat Ono, em 3 de novembro de 1979. Nasceu em uma família tumultuada, com seus pais se separando quando ela tinha oito anos e se divorciando dez anos depois. Ela e suas duas irmãs e irmãos foram criados por sua mãe, psicóloga, consultora organizacional e feminista, Lili Nir.
É bissexual e se identifica com a cultura lésbica.

### Atividade pública
Aos 20 anos, fundou o primeiro bar lésbico, em Tel Aviv, na rua Lilienblum. É gerente de marketing da Moovz, uma rede social LGBT. É parceira de negócios de Dana Ziv e elas fundaram a marca "Dana e Anat".
Produziu a primeira Marcha do Orgulho, em Bersebá. Em 2008, ela e Ziv fundaram e produziram o festival de cinema Lethal Lesbian — único festival de cinema lésbico de Israel. Em 2009, foi uma das líderes da campanha de Tel Aviv para aumentar o turismo LGBT. Atuou na Associação LGBT da cidade para promover a inclusão das mulheres em eventos de orgulho LGBT. Juntas, organizaram o palco central do Orgulho de Tel Aviv e serviram no comitê de planejamento. Em 2008, elas foram as primeiras mulheres a conduzir um carro alegórico no desfile. Em 2016, metade dos carros alegóricos eram conduzidos por mulheres.

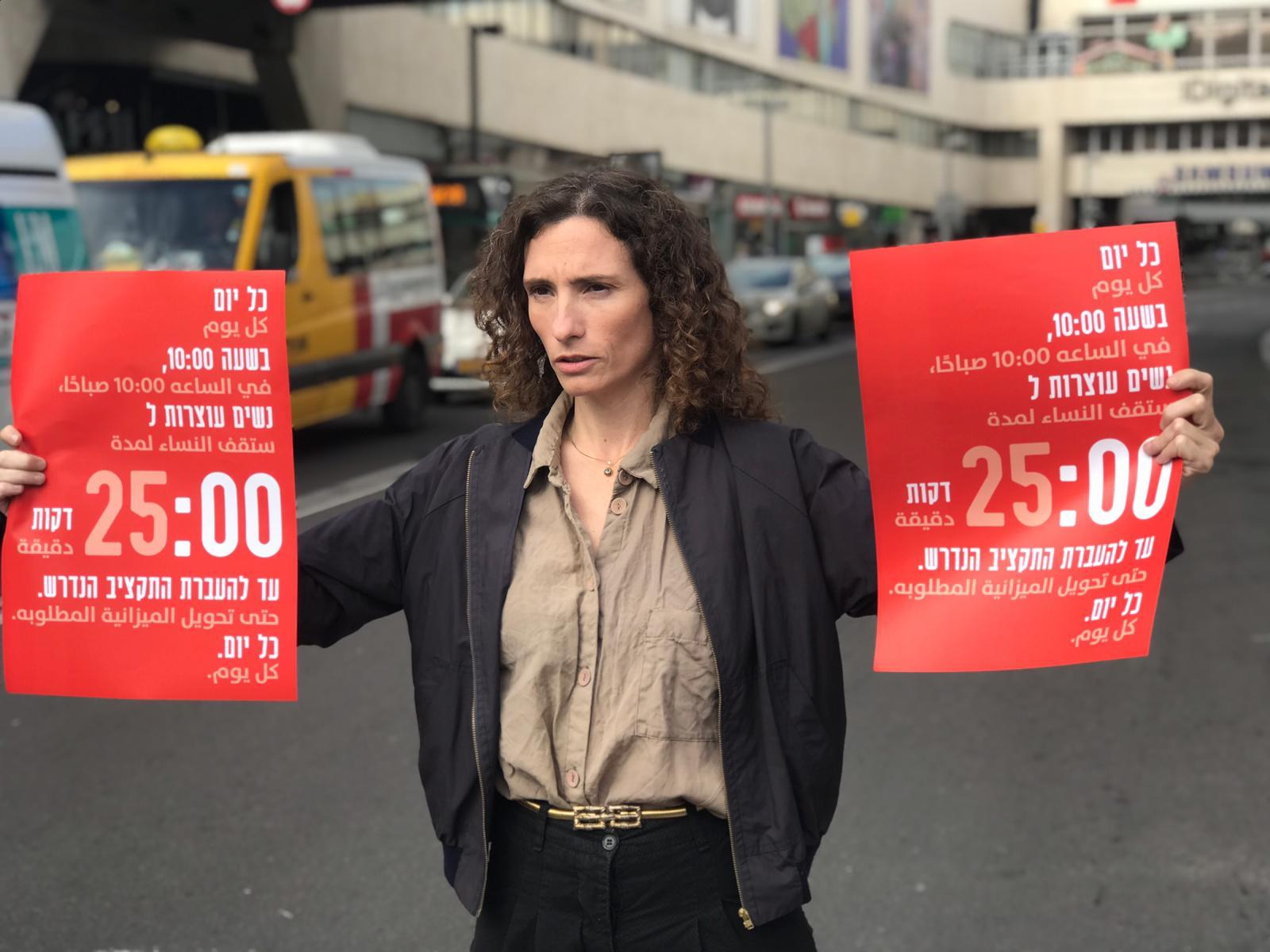
Bloqueando um cruzamento, em Tel Aviv, como parte do protesto das mulheres "Eu sou uma mulher, estou em greve", em dezembro de 2018.

Desde janeiro de 2013, atua como presidente do Conselho de administração da Faculdade de Finanças para Mulheres (Feminanci).
Em 2016, foi uma das líderes do protesto contra o Ministério do Turismo, que levou o Ministério das Finanças a transferir uma quantia de  10 milhões de novo shekel (NIS) em benefício de uma atividade dedicada a comunidade LGBT.
Em dezembro de 2018, foi uma das fundadoras da coalizão de organizações de mulheres "Bandeira Vermelha", e com ela foi a iniciativa e liderança do protesto das mulheres que incluiu uma greve, em 4 de dezembro, e uma série de protestos que terminaram em um comício central na praça Rabin. Foi uma das organizadoras do comício, no qual também falou, pedindo uma luta comum "entre setores e setores, classes, etnias e nações, que mudará a agenda pública e trará a voz feminina ao Knesset".
Se identifica com o partido Meretz.